# Alexandre Louis Guillaume Jacomin de Malespine

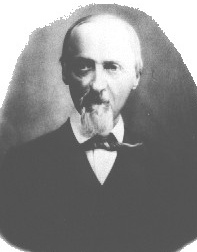
Alexandre Louis Guillaume Jacomin de Malespine

Alexandre Louis Guillaume Jacomin de Malespine (* 26. Juni 1821 in Zweibrücken; † 6. November 1893 in Breitfurt, Kirchheimer Hof) war ein deutsch-französischer Adeliger, Gutsbesitzer und Wohltäter der katholischen Kirche.

## Herkunft
Er war der Sohn des aus dem südfranzösischen Buis-les-Baronnies stammenden Barons Benoit Auguste Alexandre Jacomin de Malespine (1774–1855) und dessen Gattin Maria Magdalena Antoinette Theodora geb. de Barthelmy (1785–1859), geboren zu Landau in der Pfalz, als Tochter des Jean-Baptiste Isaac de Barthelmy (1746–1817), Kommandant der französischen Militäradministration zu Hagenau und als Enkeltochter von Jean-Baptiste de Barthelmy (1714–1783), dem früheren Chef der französischen Militärverwaltung in Landau. Benoit Auguste Alexandre Jacomin de Malespine kam zur Zeit des französischen Besitzes der linken Rheinlande hierher. Zunächst Offizier, wirkte der Vater später als Inspektor der staatlichen Domänen im Département du Mont-Tonnerre. Die Inschrifttafel seines Grabsteins und das Grabdenkmal seiner Gattin sind auf dem Hauptfriedhof Zweibrücken erhalten. Erhalten ist auch eine Glocke vom Kirchheimer Hof aus dem Jahr 1844 mit der Inschrift: BA. JACOMIN MALESPINE KIRCHHEIMER HOF MDCCCXLIIII.

## Leben und Wirken

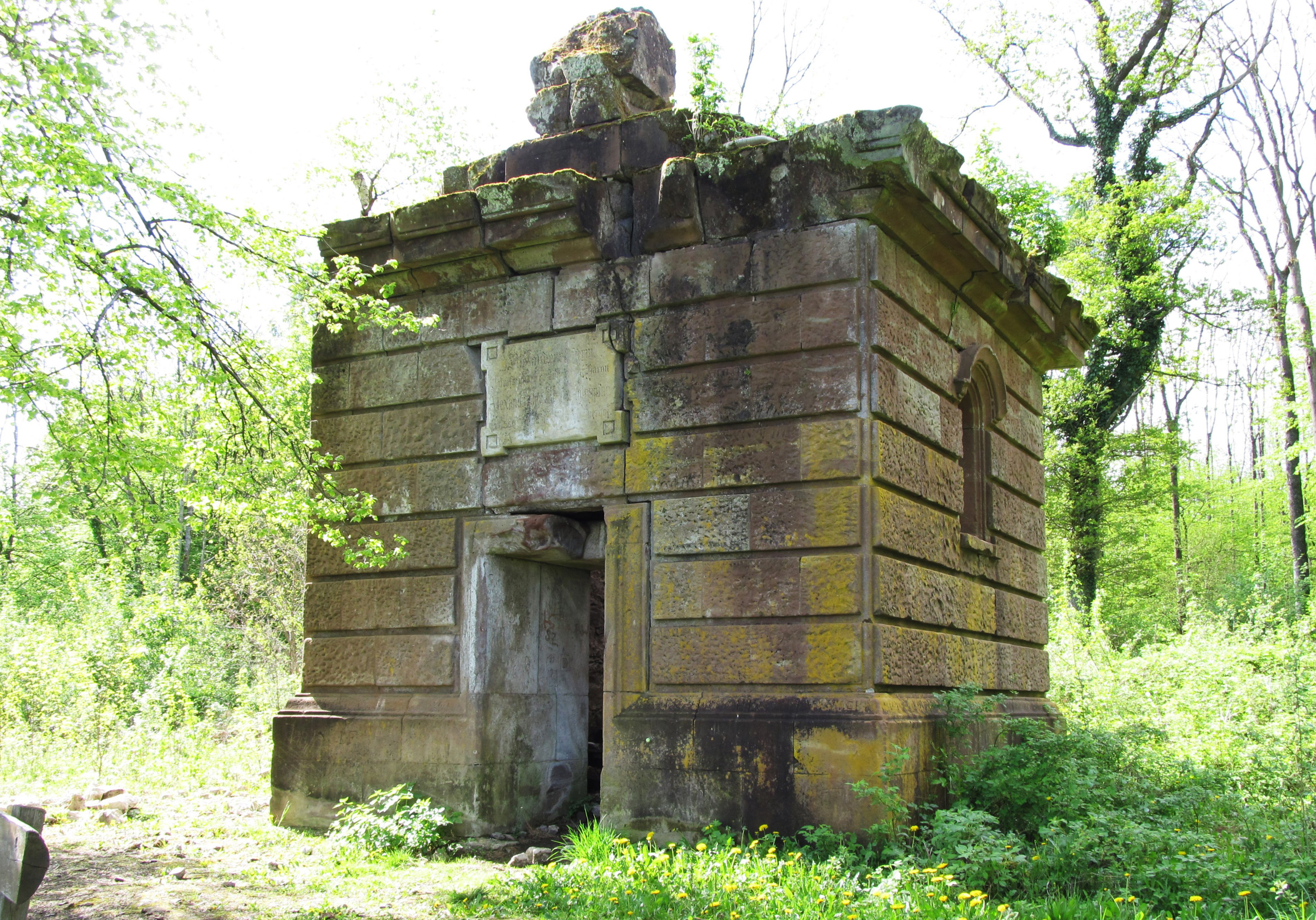
Rest des von Baron Jacomin de Malespine gestifteten Alexanderturmes auf dem Großen Kahlenberg

Die Eltern erwarben 1829 den Kahlenberger Hof und den Kirchheimer Hof bei Breitfurt. Das Gebiet war 1816 als Teil des Rheinkreises an das Königreich Bayern gefallen. Den Kirchheimer Hof baute sich das Adelspaar zu seiner Residenz aus und vererbte ihn an den Sohn Alexandre Louis Guillaume. Dieser war ein ausgesprochener Schöngeist, er legte dort gepflegte Parkanlagen und Gärten an. Beim Kirchheimer Hof ließ er außerdem um 1881 die seit alter Zeit als Pilgerstätte besuchte Ottilienquelle fassen, mit einem Brunnenstock versehen und eine Statue der Regionalheiligen aufstellen. Auf dem nahen Kahlenberg, der höchsten Erhebung des Bliesgaues, errichtete er den nach ihm benannten Alexanderturm, der 1893, im Todesjahr, fertig wurde. Mit seinen 26 Metern Höhe war er auf der Spitze des Berges bis nach Frankreich hinein zu sehen, weshalb ihn deutsche Pioniere, am 10. September 1939, bei Ausbruch des Zweiten Weltkrieges sprengten. Heute steht noch das Erdgeschoss des Turmes mit der Widmungsinschrift des Barons Alexandre Louis Guillaume Jacomin de Malespine, die besagt, dass er das Bauwerk für die Naturfreunde errichten ließ.

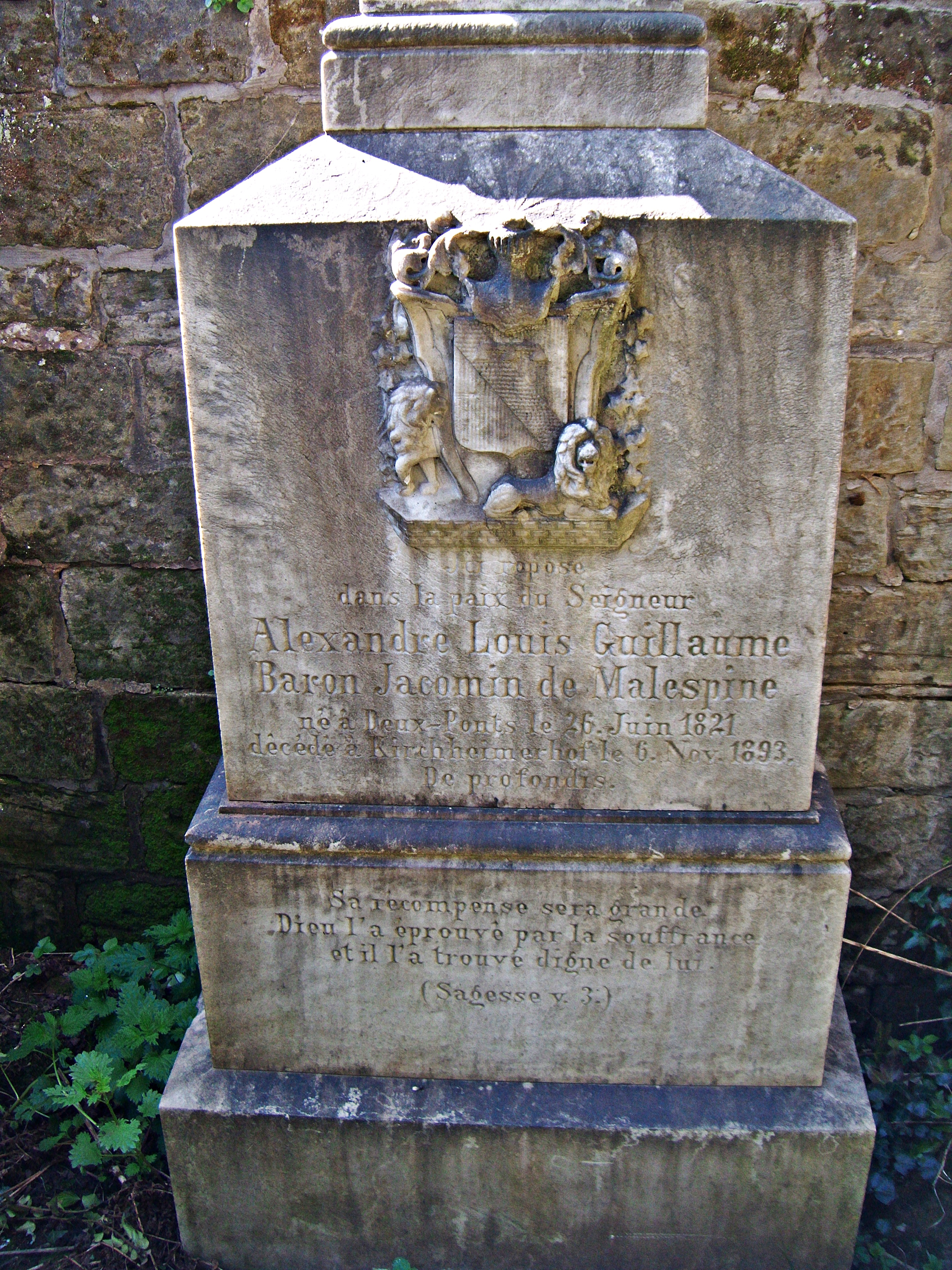
Grabstein, Hauptfriedhof Zweibrücken

Der Adelige – von den Landbewohnern in Verballhornung des Familiennamens auch einfach als „de Schackmä“ tituliert – lebte vom Ertrag seiner großen landwirtschaftlichen Güter und starb 1893, ohne direkte Nachkommen, auf dem Kirchheimer Hof. Er wurde auf dem Hauptfriedhof Zweibrücken, im Familiengrab der Eltern beigesetzt; der in Französisch beschriftete Wappengrabstein ist dort erhalten.
Testamentarisch vermachte Jacomin de Malespine der katholischen Kirche bzw. dem zuständigen Bistum Speyer 10.000 Mark und den Kahlenberger Hof, um davon eine katholische Pfarrei im Ort Bliesdalheim zu stiften, damit dessen Bewohner nicht weiterhin die entferntere Kirche zu Walsheim besuchen mussten. Die Pfarrei wurde gegründet und die bereits vorhandene Friedhofskapelle später mit dem Vermögen zur heutigen  Pfarrkirche St. Wendelinus ausgebaut. In der Kirche befindet sich deshalb eine Dankinschrift an Baron Alexandre Louis Guillaume Jacomin de Malespine.

## Einzelnachweise

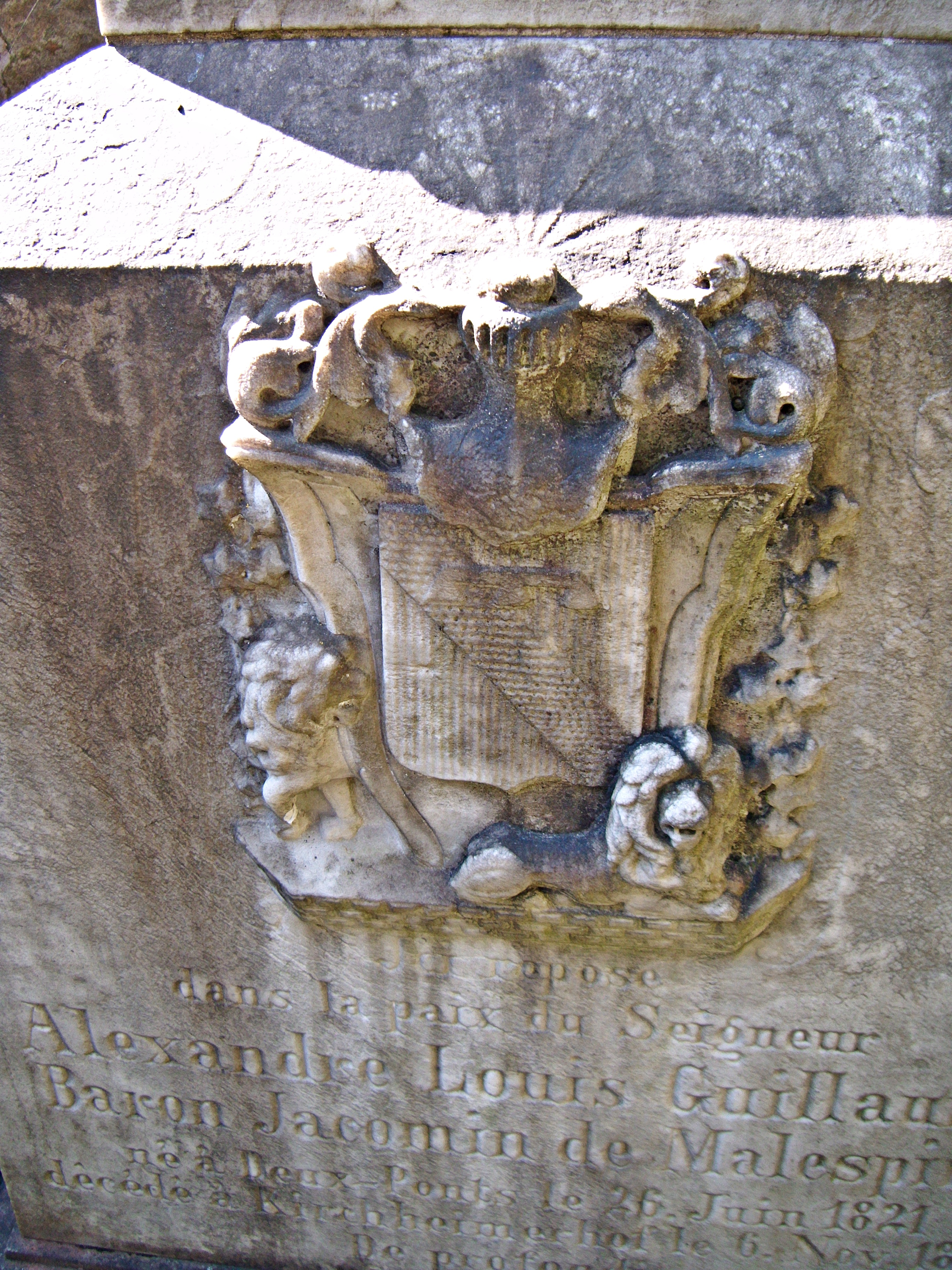
Wappen am Grabstein
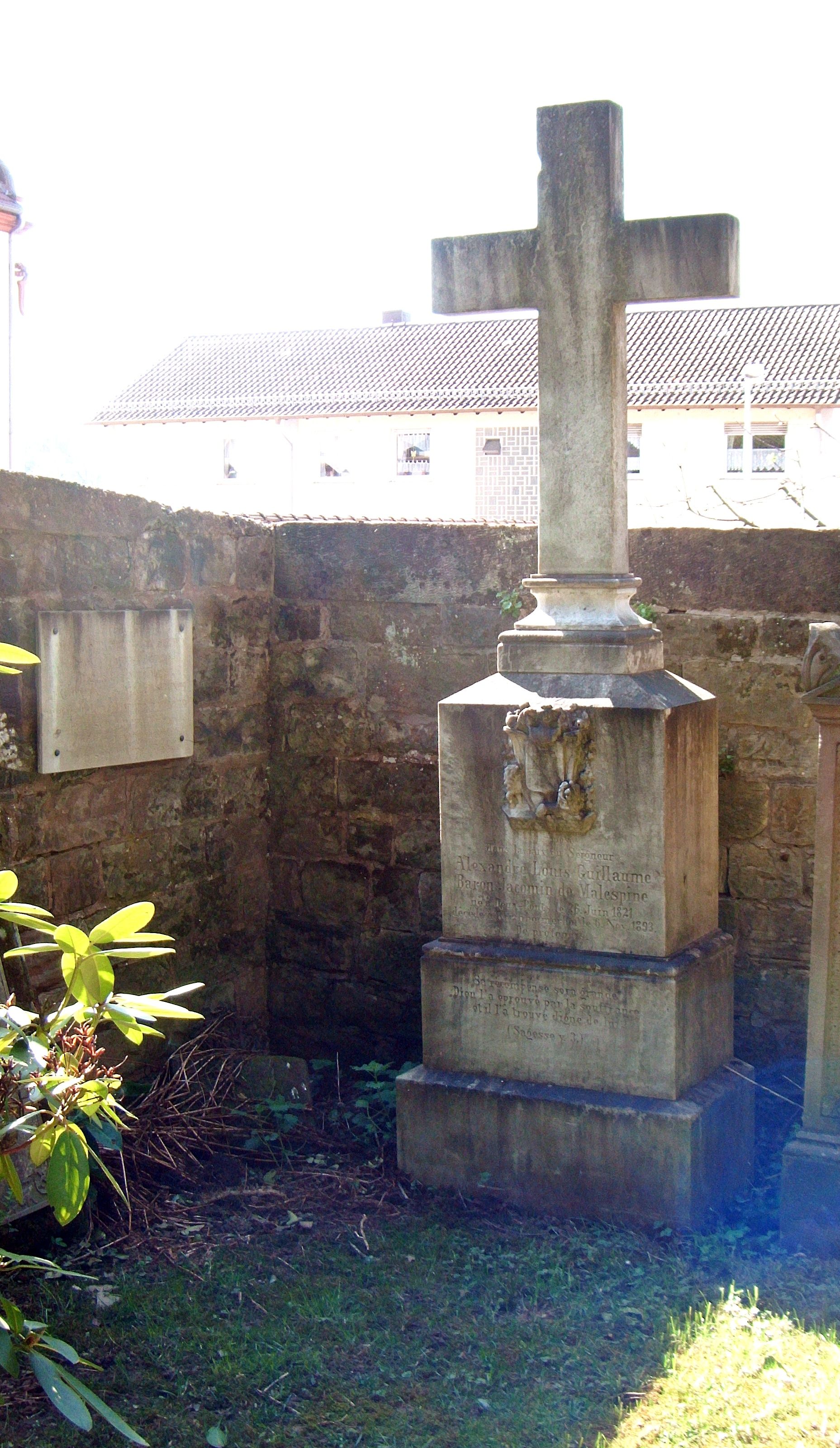
Grabstein ganz, daneben Grabplatte des Vaters
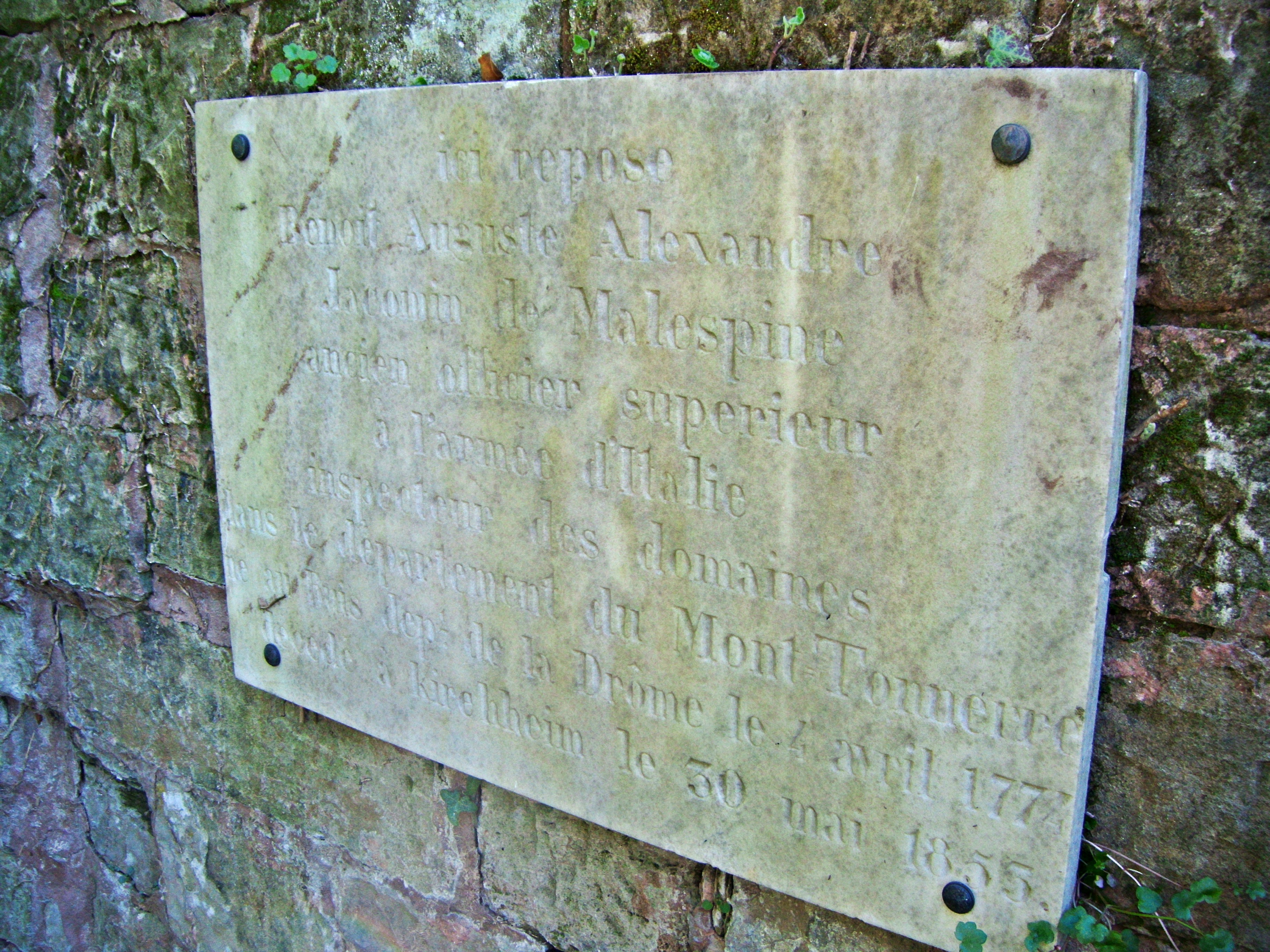
Grabplatte des Vaters
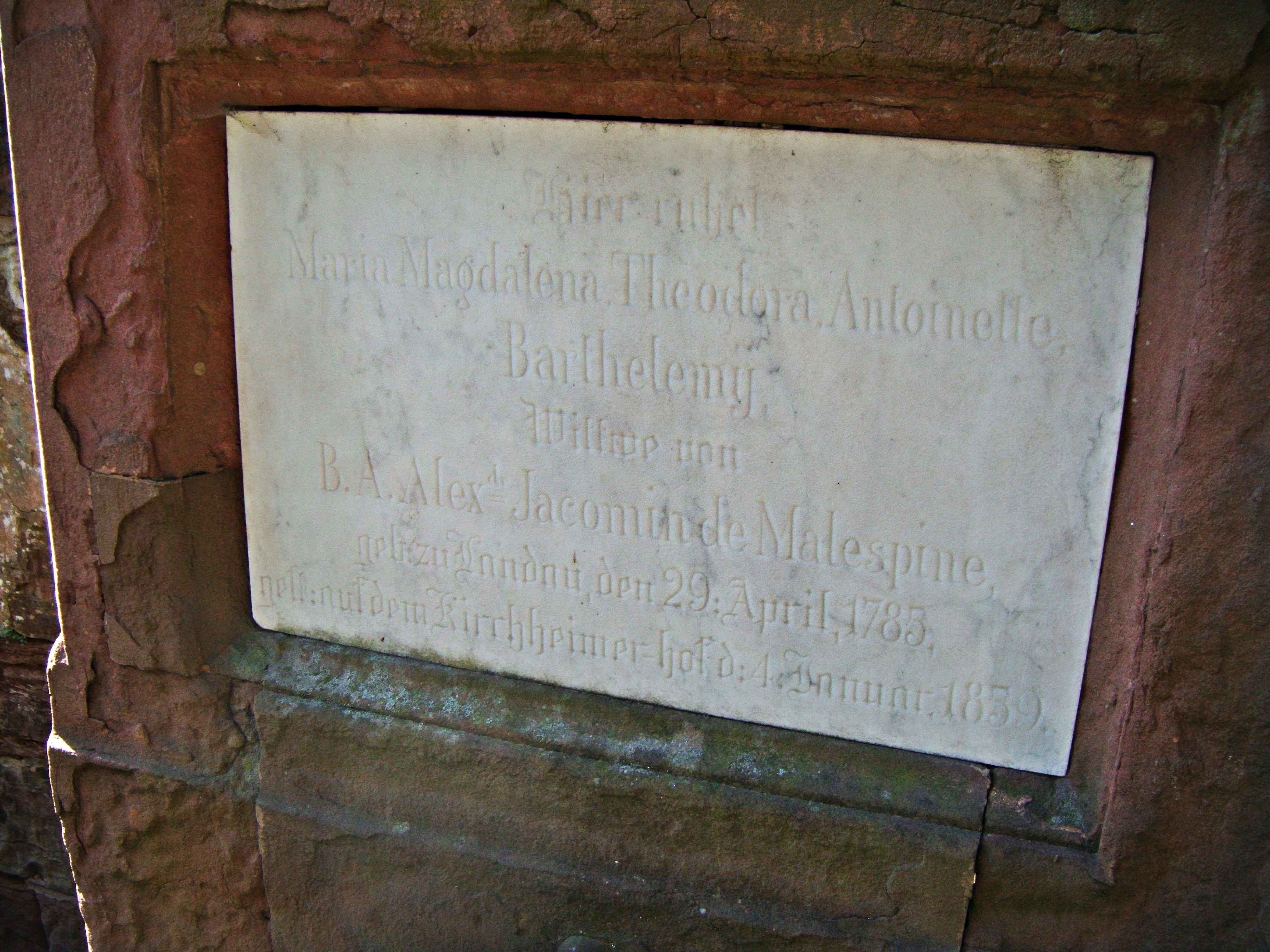
Grabinschrift der Mutter
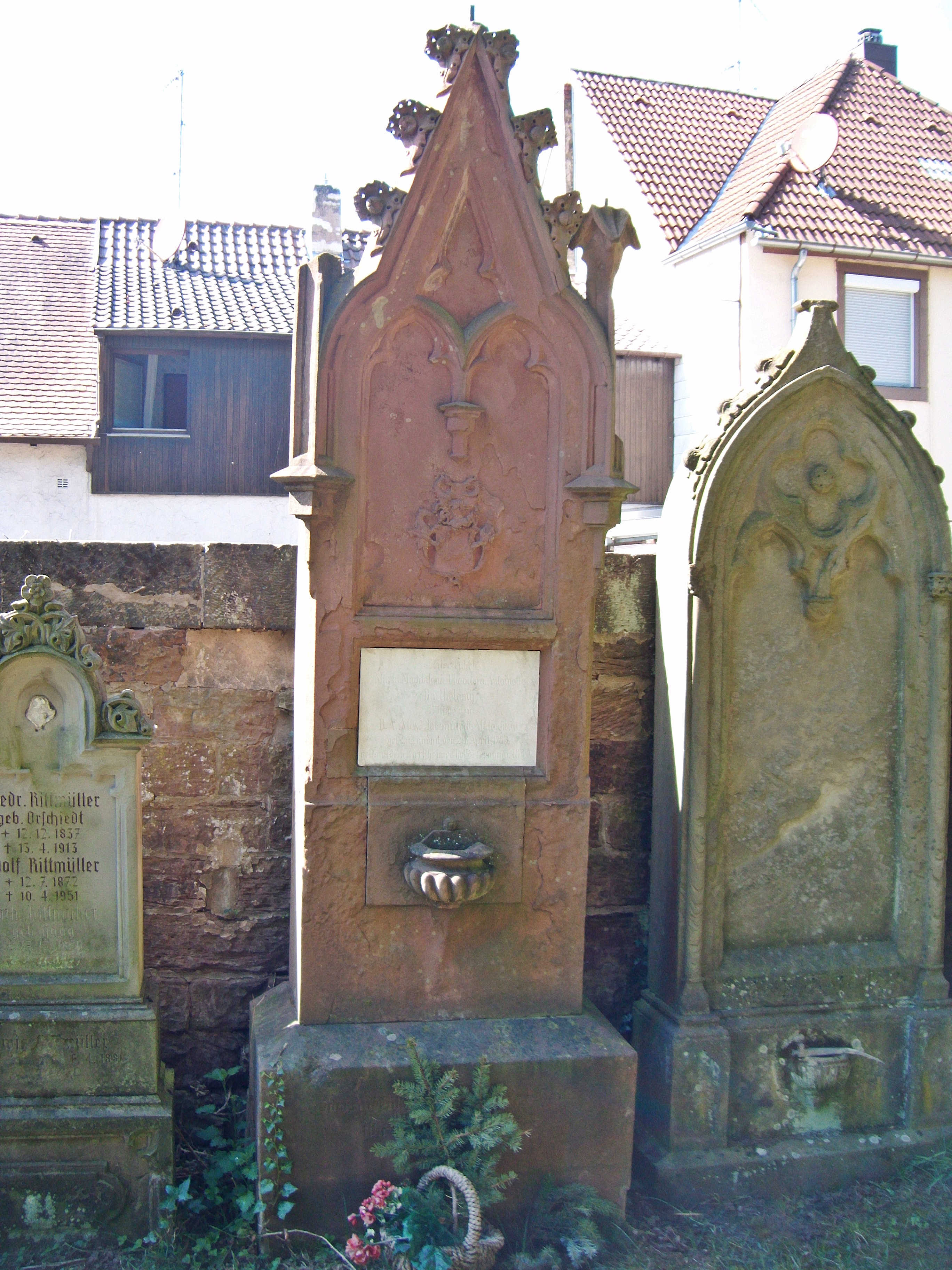
Grabstein der Mutter (mittig)